# Indomaret
Indomaret – indonezyjska sieć detalicznych sklepów spożywczych. W Indonezji istnieje ponad 11 tys. sklepów Indomaret.
Sieć została uruchomiona w 1988 roku.